# Karojba
Karojba (italienisch Caroiba del Subiente) ist ein Dorf und eine Gemeinde in der Gespanschaft Istrien, Kroatien. Die Zahl der Einwohner der Gemeinde liegt bei 1404.

## Ortschaften
Einwohner laut Volkszählung 2011:
- Karojba (Caroiba) – 398
- Motovunski Novaki (Novacco di Montona) – 383
- Rakotule (Raccotole) – 226
- Škropeti (Scropetti) – 431